# Kanada i olympiska sommarspelen 1936
Kanada deltog med 97 deltagare vid de olympiska sommarspelen 1936 i Berlin. Totalt vann de en guldmedalj, tre silvermedaljer och fem bronsmedaljer.

## Medaljer

### Guld
- Frank Amyot - Kanotsport, C-1 1000 meter.

### Silver
- Frank Saker och Harvey Charters - Kanotsport, C-2 10000 meter.
- John Loaring - Friidrott, 400 meter häck.
- Gordon Aitchison, Ian Allison, Art Chapman, Chuck Chapman, Edward Dawson, Irving Meretsky, Doug Peden, James Stewart, Malcolm Wiseman, Stanley Nantais - Basket.

### Brons
- Frank Saker och Harvey Charters - Kanotsport, C-2 1000 meter.
- Phil Edwards - Friidrott, 800 meter.
- Betty Taylor - Friidrott, 80 meter häck.
- Dorothy Brookshaw, Mildred Dolson, Hilda Cameron och Aileen Meagher - Friidrott, 800 meter.
- Joe Schleimer - Brottning, fristil, weltervikt.